# Цанцарино (Мантова)
Цанцарино је насеље у Италији у округу Мантова, региону Ломбардија.
Према процени из 2011. у насељу је живело 16 становника. Насеље се налази на надморској висини од 36 м.